# Inside Man – Der Mann aus der Kälte
Inside Man – Der Mann aus der Kälte (englischer Titel: The Inside Man) ist ein britisch-schwedischer Agentenfilm von Tom Clegg aus dem Jahr 1984. Die Hauptrollen spielen der US-Amerikaner Dennis Hopper, der Deutsche Hardy Krüger und der Schwede Gösta Ekman junior. Der Film basiert auf dem Roman Slagskämpen (schwedisch für „Kämpfer“) von Harry Kullman.

## Handlung
Der Film folgt einer realen Problematik, der sich die schwedische Landesverteidigung in den 1980er Jahren mehr und mehr ausgesetzt sah. In den küstennahen Gewässern der Ostsee werden verstärkt sowjetische U-Boote geortet, die auf Spionagemission sind und offenbar die Reaktionsschnelle des schwedischen Militärs austesten will. Hier setzt dieser Agententhriller an: Der schwedische Wissenschaftler Paul Mandell forscht gerade an einem grünfarbigen Lasersystem, mit dem man U-Boote schneller und zielsicher auch in großer Ferne aufspüren kann. Nicht nur das schwedische Verteidigungsministerium zeigt großes Interesse an Mandells Arbeit, sondern auch die Amerikaner, die ihm gleich zwei „Berater“ aufdrängen, die zweifelsohne vom CIA entsandt worden sind. Mandells Forschungen sind schon sehr weit fortgeschritten; da wird eines Nachts ein Brandanschlag auf sein Labor verübt und der Prototyp seiner Arbeit gestohlen. Wer steckt dahinter? Man kann weder Freund noch Feind trauen. Und so schickt der Chef des schwedischen Geheimdienstes SÄPO, Stig Larsson, einen schmächtigen, aber boxerfahrenen Marinemann namens Thomas Kallin, der bislang seinen Dienst bei der Küstenpatrouille versehen hatte, als V-Mann an die Spionagefront, um das verschwundene Mandell-Gerät um jeden Preis und schnellstmöglich wiederzubeschaffen. Kallin soll sich als Fahrer Mandells in dessen Umfeld begeben und den Dingen auf den Grund gehen.
Doch auch der Gegner bleibt nicht untätig, und so geraten sich bald sämtliche Kontrahenten in die Quere, zumal die eigene Seite mit Kallin nicht ehrlich umgeht. Als sich Erfinder Mandell mit dem berüchtigten ungarischen Waffenhändler Laszlo am Stockholmer Flughafen Arlanda trifft, bekommt Kallin erstmals eine heiße Spur. Will der Schwede womöglich sein eigenes Aufspürungssystem meistbietend verkaufen? Doch dann macht Kallin einen entscheidenden Fehler und wird daraufhin von seinem Chef Larsson gefeuert. Dann aber führt eine heiße Spur zu dem CIA-Mann Baxter, der mit Laszlo über das Lasergerät verhandelt. Hat Kallin die ganze Zeit den falschen Mann observiert? Schließlich wird klar, dass die Schweden und die Amerikaner die Russen austricksen wollen: Der Laser funktioniert nicht richtig und soll via Waffenhändler Laszlo an die Sowjets verscherbelt werden, die für gutes Geld ein schlechtes Gerät erhalten. Kallin gibt derweil nicht auf. Am Übergabeort im Hafen schlägt er Laszlo nieder und nimmt diesem das soeben erhaltene Lasergerät wieder ab. Baxter lauert ihm jedoch auf; es kommt zu einem Gerangel und einer wilden Flucht im Auto. Dabei stürzt Baxter mit dem Wagen ins Wasser und ertrinkt. Baxters Kollege Miller und Kallins Vorgesetzter Larsson tauchen an der Unglücksstelle auf. Larsson tut vollkommen ahnungslos, als ihm sein Untergebener berichtet, dass Baxter mit dem Lasergerät untergegangen sei. Kalt bescheidet ihm Larsson, er solle sich am Montag bei ihm melden, er wolle sehen, ob er Kallin wieder bei der Küstenwache unterbringen könne. Frustriert nimmt Kallin sein Boxtraining wieder auf. Er ist soeben Besitzer eines neuen Sportwagens geworden. Fortan wird er von Männern in einem schwarzen Mercedes überwacht.

## Produktionsnotizen
Inside Man – Der Mann aus der Kälte wurde von Oktober bis Dezember 1983 in Stockholm und auf dem Flughafen Arlanda gedreht und am 31. August 1984 in Schweden uraufgeführt. In Deutschland kam der Film im Januar 1986 zunächst als Video heraus, gelangte dann aber doch noch am 25. September desselben Jahres in die Kinos. Deutsche Fernsehpremiere war am 19. November 1988 in der ARD.
Mit diesem Film beendete Hardy Krüger weitgehend seine vier Jahrzehnte umspannende Kinokarriere.

## Historischer Hintergrund
Am 28. Oktober 1981 wurde ein sowjetisches U-Boot in schwedischen Hoheitsgewässern vor dem streng geheimen Marinestützpunkt Karlskrona ausgemacht. Da sich Schweden mit dem Eindringen eines ausländischen U-Bootes nicht abfinden wollte, wurden entsprechende scharfe Gegenmaßnahmen beschlossen, nachdem bislang kein sowjetisches U-Boot erfolgreich aufgebracht werden konnte. Nunmehr befand sich das offiziell neutrale Land inmitten des Ost-West-Konflikts zwischen NATO und Warschauer Pakt.

## Kritik
Der Filmdienst schrieb: „Spannender Spionage-Thriller vor realistischem Hintergrund, der das zynische Spiel der Geheimdienste entlarvt.“